# Nemzeti Bajnokság III
La Nemzeti Bajnokság III è la terza divisione del campionato di calcio ungherese. Corrisponde all'italiana Serie C.
In questa stagione (2023-24) ci sono quattro gironi di 16 squadre ciascuno: la prima classificata di ciascun girone verrà promossa nella Nemzeti Bajnokság II, la seconda serie nazionale, mentre le ultime tre retrocederanno nella Megye I, la quarta serie nazionale.

## Organico 2023-2024

### Eszaknyugat
- III. Kerületi TVE
- Balatonfüred
- Bicskei
- Budaörs
- Csorna
- Dorog
- Gyirmot II
- Győri ETO II
- Haladas VSE
- Kelen SC
- Komárom VSE
- Puskas Akademia II
- SC Sopron
- Tatabánya
- Veszprém
- Zalaegerszeg II

### Észak-Kelet
- Cigánd SE
- Debrecen EAC
- Debrecen II
- Diosgyor II
- Eger
- Gyöngyös
- Hatvan
- Karcagi SE
- Kisvarda II
- Putnok
- REAC
- Salgótarján
- Sényő-Carnifex
- Tiszafüred VSE
- Tiszaújváros
- Újpest II

### Délnyugati
- Dunaföldvár FC
- Dunaújváros PASE
- Érdi VSE
- Fehervar II
- Ferencváros II
- Gardonyi VSC
- Iváncsa
- Kaposvár
- Majosi SE
- Mohácsi TE
- MTK Budapest II
- Nagykanizsa
- Paksi II
- PTE-PEAC
- Szekszárd
- Szentlőrinci

### Délkeleti
- Békéscsaba
- BKV Előre
- Budapest Honvéd II
- Cegléd
- Dabas
- ESMTK Budapest
- Füzesgyarmat
- Hódmezővásárhelyi
- Kecskemet II
- Körösladány MSK
- Martfű LSE
- Monor
- Pénzügyőr
- Szegedi Honvéd II
- Szolnok
- Vasas II

## Albo d'oro
| Stagione  | Girone Alföld | Girone Bakony | Girone Dráva     | Girone Duna | Girone Mátra | Girone Tisza |
| --------- | ------------- | ------------- | ---------------- | ----------- | ------------ | ------------ |
| 2012-2013 | Soroksár      | Dorog         | Dunaújváros PASE | Budaörs     | Felsőtárkány | Kisvárda     |

| Stagione  | Girone Keleti | Girone Közép | Girone Nyugati   |
| --------- | ------------- | ------------ | ---------------- |
| 2013-2014 | Létavértes    | Soroksár     | Csákvári         |
| 2014-2015 | Kisvárda      | Vác          | Budaörs          |
| 2015-2016 | Nyíregyháza   | Kozármisleny | Ferencváros II   |
| 2016-2017 | Kazincbarcika | Budafok      | Győri ETO        |
| 2017-2018 | Monor         | Tiszakécske  | Kaposvár         |
| 2018-2019 | Szolnok       | Szeged 2011  | Ajka             |
| 2019-2020 | Debreceni EAC | Pécs         | Erd              |
| 2020-2021 | Tiszakécske   | Iváncsa      | III. Kerületi    |
| 2021-2022 | Kazincbarcika | Kozármisleny | Mosonmagyaróvári |
| 2022-2023 | BVSC Budapest | Iváncsa      | Veszprém         |